# Drone music
Drone music je experimentální minimalistický hudební styl, vyznačující se trvalým stejným zvukem. Mezi přední hudebníky tohoto stylu patří soubor Theater of Eternal Music (La Monte Young, Tony Conrad, John Cale a další), Fripp & Eno (Robert Fripp a Brian Eno), John Cage nebo německá skupina Kraftwerk.